# 新中新二
新中 新二（しんなか しんじ、1950年 - ）は、日本の工学者。専門はモータドライブ工学。国内第一人者。海外からは「日本に新中あり」また「バイブル（モータドライブ工学）を書いた男」と呼ばれる。元神奈川大学工学部パワー・メカトロニクス研究室、教授。同大学工学研究所客員教授及び名誉教授。

## 経歴
- 広島県上蒲刈島出身
- 1973年 防衛大学校卒業
- 1973年 陸上自衛隊入隊
- 1979年 University of California, Irvine 大学院博士課程修了
- 1979年 Doctor of Philosophy (University of California, Irvine)
- 1979年 防衛庁（現防衛省）第一研究所勤務
- 1981年 防衛大学校勤務
- 1986年 陸上自衛隊除隊
- 1986年 キヤノン株式会社勤務
- 1990年 工学博士（東京工業大学）
- 1991年 株式会社日機電装システム研究所創設（代表）
- 1995年 信州大学 客員教授
- 1996年 神奈川大学工学部教授[5]
- 2021年 同大学工学研究所客員教授及び名誉教授
- 2021年 C&S国際研究所(C&S International)研究開発代表

## 研究
- モータドライブ工学、制御工学、電力系統連系、信号処理等。[6]
- モータドライブ工学では、独創的な行列演算子であるD因子の提唱者として著名。D因子フィルタ、D因子制御器、D因子モータモデル、D因子モータシミュレータ、D因子オブザーバなどを含む多数のD因子システムの提唱者。同期モータのセンサレスベクトル制御に必須な回転子位相推定器としての最小次元D因子磁束状態オブザーバの世界初提案者でもある。独創的なD因子フィルタの提唱に関連して、IEEEより、2002年および2003年に、論文賞(prize paper award)を授与されている。また、長期にわたる多数のD因子システムの提唱に関連して、電気学会より、2020年に、業績賞を授与されている。
- 同氏による開発技術の大半は、同氏著作のモータドライブ専門書5冊(日本語)に収録されている。2000ページを優に超える同専門書群は、国内はもとより世界的にも圧巻である。
- 独自技術の応用例として、誘導モータを利用したセンサレス・トランスミッションレス電気自動車(Sensorless Transmissionless Electric Vehicle、STEV)の開発、永久磁石同期モータを利用したSTEVの開発に、それぞれ2001年、2004年に成功している。いずれも、STEVとしては、少なくとも国内初の開発成功例である。なお、これらの詳細は上記専門書に解説されている。前者の貢献により、計測自動制御学会より、2002年に、技術賞を授与されている。
- 制御工学では、特に適応制御工学で顕著な業績がある。中でも、適応同定アルゴリズムの研究・開発さらには一般化・体系化は、同氏の貢献によるところが大きい。一般化・体系化された適応同定アルゴリズムは、同氏による専門書「適応アルゴリズム」に詳説されている。なお、適応同定アルゴリズムの貢献に対して、計測自動制御学会より、1990年に論文賞を、1991年に著述賞を授与されている。

## 受賞
- 1990/07 計測自動制御学会論文賞（総合論文「離散時間適応アルゴリズムの研究」）[6][リンク切れ]
- 1991/07 計測自動制御学会著述賞（適応アルゴリズム，－離散と連続，真髄へのアプローチ－）
- 2002/08 計測自動制御学会技術賞「センサーレス＆トランスミッションレス電気自動車の研究開発」
- 2002/10 IEEE IAS(Industry Application Society, Industrial Drive Committee), the 2001 First Prize Paper Award
- 2003/10 IEEE IAS (Industry Applications Society) 2002 Transactions Prize Paper Award (Third Prize)
- 2020/06 電気学会業績賞（モータドライブ工学の進歩・発展および普及への貢献）

## 著作・文献
- 「永久磁石同期モータのベクトル制御技術（上巻：原理から最先端まで）」 電波新聞社 2008年[6]
- 「永久磁石同期モータのベクトル制御技術（下巻：センサレス駆動制御の真髄）」 電波新聞社 2008年
- 「永久磁石同期モータの制御 （センサレスベクトル制御技術）」 東京電機大学出版局 2013年
- 「詳解 同期モータのベクトル制御技術」東京電機大学出版局 2019年
- 「誘導モータのベクトル制御技術」 東京電機大学出版局 2015年
- 「適応アルゴリズム （離散と連続，真髄へのアプローチ）」 産業図書 1990年
- 「フーリエ級数・変換とラプラス変換 (基礎から実践まで)」 数理工学社 2010年
- 「システム設計のための基礎制御工学」コロナ社 2009年
- 他多数